# 山根爽一
山根 爽一（やまね そういち、1946年 - ）は、日本の生物学者。茨城大学名誉教授。専門は進化生物学。

## 経歴
1946年北海道出身。1968年北海道大学水産学部卒業、1975年北海道大学大学院理学研究科博士課程動物学専攻単位取得退学。1980年学位論文「Social biology of the Parapolybia wasps in Taiwan(台湾産ホソアシナガバチ属,gen. Parapolybia蜂類の社会学的,生態学的研究)」で、北海道大学理学博士。1975年茨城大学教育学講師、1982年同助教授、1996年同教授。2011年定年退職し、名誉教授。2011年－2013年特任教授。学外では、2001年- 2002年日本昆虫学会編集委員長、2009年 - 2010年同学会会長を歴任 。
昆虫生態学、特に社会性カリバチ類（アシナガバチ、スズメバチ）における社会行動の進化、中でもハチの生活の場である巣の構造や営巣習性 を比較研究している。
弟の山根正気も同様にハチ目の生態学、分類学の研究で知られている。

## 著書

### 単著
- 『日本の昆虫③　フタモンアシナガバチ』文一総合出版、1986年
- 『アシナガバチ一億年のドラマ　－カリバチの社会はいかに進化したか－』北海道大学図書刊行会、2001年

### 共著
- 『チビアシナガバチの社会』（動物その適応戦略と社会, 5）岩橋統　共著、東海大学出版会、1989年

### 共編著
- 『昆虫の社会進化―ハチの比較社会学』井上民二　共編、博品社、1993年）

### 分担執筆
- 『スマトラの自然と人々 : 赤道直下,森と火山の島』　堀田満・井上民二・小山直樹編、八坂書房、1992年
- Natural history of social wasps and bees in equatorial Sumatra. Sakagami S.F., Ohgushi R. & Roubik D.W. (eds.)   Hokkaido University Press, Sapporo  1990